# 高速度撮影
高速度撮影（こうそくどさつえい）もしくはハイスピード撮影とは、人間の目では知覚出来ないほどの瞬間的な画像を撮影することである。通常、映画では1秒間に24コマ撮影し、ビデオカメラ等では1秒間に30コマの撮影が一般的である。通常のコマ数で撮影し、それをスロー再生した場合はカクカクした映像となるが、撮影時により多くのコマを撮影し、それをスロー再生することで、滑らかにスローモーション化した動画を得ることができる。また、刹那の間に起こる現象の次第を捉えることもできる。SFXや科学映像などといった応用がある。これに使われるカメラをハイスピードカメラ、あるいはスーパースローカメラと称する。
以前は物理的な限界から、専用の特殊な構造の機材（ハイスピードカメラ）でなければハイスピードでも1秒間に100コマ程度しか撮影出来なかった。また、コマ数と撮影時間の積に比例してフィルムを消費した。映像機器のデジタル化によって、処理の高速化等で一般的な構造で1秒間に20万コマも撮影出来るカメラも登場している。
現在は一部の一般向けのデジタルビデオカメラやウェアラブルカメラ（GoProなど）、コンパクトデジタルカメラ（ソニーのサイバーショットRXシリーズが代表的）、スマートフォン（iPhone 6など）にスローモーション撮影機能が搭載されている。また、撮影後の映像を、コンピュータでフレーム補間（２つのコマの間に新たなコマを生成し、ハイスピード撮影された映像のようにコマ数を増やすこと）を行い、その映像をスロー再生させることで、通常の高速度撮影された映像のようなスローモーション再生ができるソフトウェアもある（Adobe After Effects用のプラグイン「twixtor」など）。
1937年にアメリカのハロルド・エジャートンがストロボ（エレクトロニックフラッシュ）発光装置を発明。これにより、ミルクが落ちる際に出来るミルククラウン（milkdrop coronet）などの写真を撮影、公開した。ストロボによる高速度撮影は、高速なシャッター装置を必要としないが、ストロボのみが光源の写真しか撮れない、コマの送りより細かい現象は多重露出（ストロボスコープ）になる、という制限がある。
ゴジラシリーズやウルトラシリーズなどの怪獣映画などで多用されるミニチュア撮影では、被写体の巨大感を表現するために高速度撮影を行う事が多い（重力加速度が一定であるので巨大な物ほど見かけ上ゆっくりと落下する、炎のゆらめきや水面の波などの現象がスローモーションになるなどにより現実の見かけと一致する為）。※この場合、怪獣などの巨大キャラクターを演じるスーツアクターは、撮影スピードに合わせて通常の数倍の早さでアクションを行う事が要求される。